# Ginástica nos Jogos Sul-Americanos de 2018
As competições de ginástica nos Jogos Sul-Americanos de 2018 ocorreram entre 27 de maio e 6 de junho em um total de 24 eventos de três modalidades. As competições aconteceram no Pabellón Municipal de Gimnasia G.A.M.C., localizado em Cochabamba, Bolívia.

## Calendário
| PRE | Preliminares | F | Final |

| Prova↓/Data →              | Dom 27 | Seg 28 | Ter 29 | Qua 30 | Qui 31 | Sex 1 | Sáb 2 | Dom 3 | Seg 4 | Ter 5 | Qua 6 |
| -------------------------- | ------ | ------ | ------ | ------ | ------ | ----- | ----- | ----- | ----- | ----- | ----- |
| Ginástica artística        |        |        |        |        |        |       |       |       |       |       |       |
| Equipes masculinas         | F      |        |        |        |        |       |       |       |       |       |       |
| Equipes femininas          |        | F      |        |        |        |       |       |       |       |       |       |
| Individual geral masculino | F      |        |        |        |        |       |       |       |       |       |       |
| Individual geral feminino  |        | F      |        |        |        |       |       |       |       |       |       |
| Salto masculino            | PRE    |        |        | F      |        |       |       |       |       |       |       |
| Solo masculino             | PRE    |        | F      |        |        |       |       |       |       |       |       |
| Cavalo com alças           | PRE    |        | F      |        |        |       |       |       |       |       |       |
| Barras paralelas           | PRE    |        |        | F      |        |       |       |       |       |       |       |
| Argolas                    | PRE    |        | F      |        |        |       |       |       |       |       |       |
| Barra fixa                 | PRE    |        |        | F      |        |       |       |       |       |       |       |
| Salto feminino             |        | PRE    | F      |        |        |       |       |       |       |       |       |
| Solo feminino              |        | PRE    |        | F      |        |       |       |       |       |       |       |
| Trave                      |        | PRE    |        | F      |        |       |       |       |       |       |       |
| Barras assimétricas        |        | PRE    | F      |        |        |       |       |       |       |       |       |
| Ginástica rítmica          |        |        |        |        |        |       |       |       |       |       |       |
| Conjunto geral             |        |        |        |        |        |       |       |       |       | F     |       |
| 5 arcos                    |        |        |        |        |        |       |       |       | PRE   |       | F     |
| 3 bolas + 2 cordas         |        |        |        |        |        |       |       |       |       | PRE   | F     |
| Individual geral           |        |        |        |        |        |       |       |       |       |       | F     |
| Arco                       |        |        |        |        |        |       |       |       | F     |       |       |
| Bola                       |        |        |        |        |        |       |       |       | F     |       |       |
| Maças                      |        |        |        |        |        |       |       |       |       | F     |       |
| Fita                       |        |        |        |        |        |       |       |       |       | F     |       |
| Ginástica de trampolim     |        |        |        |        |        |       |       |       |       |       |       |
| Trampolim masculino        |        |        |        |        |        |       | F     |       |       |       |       |
| Trampolim feminino         |        |        |        |        |        | PRE   | F     |       |       |       |       |

## Medalhistas

### Ginástica artística
Masculino
| Evento                    | Ouro | Prata | Bronze |
| ------------------------- | --- | --- | --- |
| Equipes detalhes          | Arthur Zanetti Caio Souza Francisco Barreto Júnior Leonardo de Souza Luís Porto Péricles Silva BRA Brasil | Andrés Martínez Moreno Carlos Calvo Agudelo Didier Lugo Dilan Jiménez Javier Sandoval Jossimar Calvo COL Colômbia | Daniel Villafañe Federico Molinari Julián Jato Nicolás Córdoba Osvaldo Martínez Erazun Santiago Mayol ARG Argentina |
| Individual geral detalhes | Jossimar Calvo COL Colômbia                                                                               | Caio Souza BRA Brasil                                                                                             | Francisco Barreto Júnior BRA Brasil                                                                                 |
| Solo detalhes             | Tomás González CHI Chile                                                                                  | Andrés Martínez Moreno COL Colômbia                                                                               | Julián Jato ARG Argentina                                                                                           |
| Cavalo com alças detalhes | Francisco Barreto Júnior BRA Brasil                                                                       | Péricles Silva BRA Brasil                                                                                         | Javier Sandoval COL Colômbia                                                                                        |
| Argolas detalhes          | Arthur Zanetti BRA Brasil                                                                                 | Federico Molinari ARG Argentina                                                                                   | Caio Souza BRA Brasil                                                                                               |
| Salto detalhes            | Arthur Zanetti BRA Brasil                                                                                 | Víctor Rostagno URU Uruguai                                                                                       | Daniel Agüero PER Peru                                                                                              |
| Barras paralelas detalhes | Jossimar Calvo COL Colômbia                                                                               | Caio Souza BRA Brasil                                                                                             | Javier Sandoval COL Colômbia                                                                                        |
| Barra fixa detalhes       | Caio Souza BRA Brasil                                                                                     | Javier Sandoval COL Colômbia                                                                                      | Francisco Barreto Júnior BRA Brasil                                                                                 |

Feminino
| Evento                       | Ouro | Prata | Bronze                                                                        |
| ---------------------------- | --- | --- | ----------------------------------------------------------------------------- |
| Equipes detalhes             | Jade Barbosa Thaís Fidélis dos Santos Carolyne Pedro Flávia Saraiva Anna Júlia Reis Luiza Domingues BRA Brasil | Martina Dominici Agustina Pisos Ayelen Tarabini Mayra Vaquie Camila Bonzo Romina Pietrantuono ARG Argentina | Ginna Escobar Laura Pardo Melba Avendaño Dayana Ardila Erla Vera COL Colômbia |
| Individual geral detalhes    | Martina Dominici ARG Argentina                                                                                 | Flávia Saraiva BRA Brasil                                                                                   | Jade Barbosa BRA Brasil                                                       |
| Salto detalhes               | Luiza Domingues BRA Brasil                                                                                     | Mayra Vaquie ARG Argentina                                                                                  | Martina Dominici ARG Argentina                                                |
| Barras assimétricas detalhes | Flávia Saraiva BRA Brasil                                                                                      | Jade Barbosa BRA Brasil                                                                                     | Martina Dominici ARG Argentina                                                |
| Trave detalhes               | Flávia Saraiva BRA Brasil                                                                                      | Jade Barbosa BRA Brasil                                                                                     | Martina Dominici ARG Argentina                                                |
| Solo detalhes                | Thaís Fidélis dos Santos BRA Brasil                                                                            | Anna Júlia Reis BRA Brasil                                                                                  | Martina Dominici ARG Argentina                                                |

### Ginástica rítmica
| Evento                     | Ouro | Prata                                                                              | Bronze                                                                                              |
| -------------------------- | --- | ---------------------------------------------------------------------------------- | --------------------------------------------------------------------------------------------------- |
| Conjunto geral detalhes    | Alanis Avila Deborah Barbosa Gabriela Ribeiro Gabrielle da Silva Jéssica Maier Nicole Duarte BRA Brasil | Dahilin Parra Juliette Quiroz Kizzy Rivas María Ojeda Sofía Suárez VEN Venezuela   | Ana Paula Arrascaeta Giuliana Casini María Eugenia Reyna Paula Londero Virginia López ARG Argentina |
| 5 arcos detalhes           | Alanis Avila Deborah Barbosa Gabriela Ribeiro Gabrielle da Silva Jéssica Maier Nicole Duarte BRA Brasil | Dahilin Parra Kizzy Rivas María Arrieta María Ojeda Sofía Suárez VEN Venezuela     | Catalina Araya Isidora Vergara Javiera Aravena María Ignacia León Valentina Cuello CHI Chile        |
| 3 fitas + 2 arcos detalhes | Alanis Avila Deborah Barbosa Gabriela Ribeiro Gabrielle da Silva Jéssica Maier Nicole Duarte BRA Brasil | Dahilin Parra Juliette Quiroz Kizzy Rivas María Arrieta Sofía Suárez VEN Venezuela | Ana Paula Arrascaeta Giuliana Casini Karen Morales María Eugenia Reyna Virginia López ARG Argentina |
| Individual geral detalhes  | Natália Gaudio BRA Brasil                                                                               | Bárbara Domingos BRA Brasil                                                        | Lina Dussán COL Colômbia                                                                            |
| Arco detalhes              | Natália Gaudio BRA Brasil                                                                               | Bárbara Domingos BRA Brasil                                                        | Lina Dussán COL Colômbia                                                                            |
| Bola detalhes              | Bárbara Domingos BRA Brasil                                                                             | Lina Dussán COL Colômbia                                                           | Oriana Viñas COL Colômbia                                                                           |
| Maças detalhes             | Natália Gaudio BRA Brasil                                                                               | Grisbel López VEN Venezuela                                                        | Lina Dussán COL Colômbia                                                                            |
| Fita detalhes              | Natália Gaudio BRA Brasil                                                                               | Bárbara Domingos BRA Brasil                                                        | Grisbel López VEN Venezuela                                                                         |

### Ginástica de trampolim
| Evento             | Ouro                         | Prata                         | Bronze                         |
| ------------------ | ---------------------------- | ----------------------------- | ------------------------------ |
| Masculino detalhes | Ángel Hernández COL Colômbia | Federico Cury ARG Argentina   | Santiago Marcano VEN Venezuela |
| Feminino detalhes  | Camilla Gomes BRA Brasil     | Katish Hernández COL Colômbia | Mara Colombo ARG Argentina     |

## Quadro de medalhas
| Ordem | País          | Medalha de ouro | Medalha de prata | Medalha de bronze | Total | Ordem por total |
| ----- | ------------- | --------------- | ---------------- | ----------------- | ----- | --------------- |
| 1     | BRA Brasil    | 19              | 10               | 4                 | 33    | 1               |
| 2     | COL Colômbia  | 3               | 5                | 7                 | 15    | 2               |
| 3     | ARG Argentina | 1               | 4                | 9                 | 14    | 3               |
| 4     | CHI Chile     | 1               |                  | 1                 | 2     | 5               |
| 5     | VEN Venezuela |                 | 4                | 2                 | 6     | 4               |
| 6     | URU Uruguai   |                 | 1                |                   | 1     | 6               |
| 7     | PER Peru      |                 |                  | 1                 | 1     | 6               |
| TOTAL | TOTAL         | 24              | 24               | 24                | 72    | —               |